# Ryan White
Ryan Wayne White (6. prosince 1971 – 8. dubna 1990) byl americký chlapec, kterému bylo ve věku 13 let diagnostikováno onemocnění AIDS. Ačkoliv se nenakazil vlastní vinou, nedostatečná informovanost o tomto onemocnění způsobila značnou paniku v jeho bydlišti Kokomu v Indianě. Ryanovi byl znemožněn návrat do školy, jeho rodina čelila zastrašování a ve městě se proti němu konaly veřejné protesty. Rodina Whiteových se nakonec musela přestěhovat. V novém bydlišti byl přijat bez větších problémů především díky lepší informovanosti místních obyvatel. Tato zkušenost přiměla Ryana angažovat se v problematice diskriminace lidí s tímto onemocněním a stal se ikonou boje za jejich práva. Jeho snaha přispěla k oficiálním změnám legislativy, ke kterým došlo jen několik týdnů po jeho smrti.

## Problémy v Kokomu
V prosinci roku 1984 byl Ryan hospitalizován s těžkým zápalem plic. V nemocnici mu byly provedeny krevní testy, přičemž mu bylo zjištěno onemocnění AIDS. V roce 1984 byl výzkum této nemoci teprve v počátcích a bylo mu sděleno, že ho čeká maximálně 3 až 6 měsíců života. Ryan se nakazil v souvislosti s léčbou své hemofilie krví infikovaného dárce. Poté, co se jeho stav výrazně zlepšil, se Ryan rozhodl vrátit zpátky do své školy Western Middle School. Návrat mu však byl znemožněn poté, co proti němu vystoupily desítky zaměstnanců školy a rodičů jeho spolužáků. Ryan tak v sedmé třídě přišel o všechny přátele a musel se vzdělávat po telefonu. Rodina se rozhodla školu žalovat a ostře sledovaný soudní spor nakonec vyhrála. Tím se však Ryanova situace nijak nezlepšila. Obyvatelé Kokoma proti němu dál pořádali protesty, při kterých byl označován za gaye, kterému se Bůh mstí za jeho hříchy. Jeho školní skříňka byla pravidelně poškozována, děti na něj pokřikovali na chodbě, byl mu zakázán tělocvik, musel jíst v oddělené místnosti a když na kole rozvážel noviny, začali se předplatitelé hromadně odhlašovat. V obchodě jeho matce házeli drobné na zem, aby se jí nemuseli dotknout. Jejich autu prořezali pneumatiky a někdo vystřelil do oken jejich domu. Rodina se nakonec v roce 1987 rozhodla přestěhovat do blízkého města Cicero.

## Aktivismus a smrt
V Ciceru byl, tehdy už veřejně známý, Ryan vřele přijat. Školní rada uspořádala několik přednášek a diskuzí, aby zahnala všeobecné obavy z jeho přítomnosti a on tak mohl opět žít kvalitní život. Odlišná zkušenost v Kokomu a Ciceru přiměla Ryana veřejně vystupovat na podporu lidí s tímto onemocněním. Brzy se stal svým způsobem celebritou a spřátelil se s dalšími známými lidmi, např. Michaelem Jacksonem, Eltonem Johnem, Kareem Abdul-Jabbarem či Nancy a Ronaldem Reaganovými. Při jednom z jeho televizních vystoupení ho políbila herečka Alyssa Milano, aby pomohla vyvrátit některé předsudky spojené s přenosem nemoci. V roce 1989 vznikl na motivy jeho příběhu televizní film Příběh Ryana Whitea.
V roce 1990 se Ryanův zdravotní stav krátce před ukončením střední školy rapidně zhoršil a musel být hospitalizován v nemocnici v Indianapolis. Jeho tělo nedokázalo bojovat s plicní infekcí a musel být připojen na plicní ventilátor. Ryan White zemřel 8. dubna 1990. Jeho pohřbu se zúčastnilo přes 1500 lidí včetně tehdejší první dámy Barbary Bushové.

## Význam
V roce 1985, kdy se informace o soudním procesu dostaly poprvé na veřejnost, byla nemoc AIDS výhradně spjata s prostředím homosexuálů a narkomanů. Ryanův případ však ukázal, že je možné se nakazit i bez vlastního přičinění, ať už krevní transfuzí, z matky na dítě či při transplantaci orgánů od nakaženého dárce. Také spustil diskuzi na téma postavení takto nemocných lidí ve společnosti a o nutnosti vzdělávání v této oblasti. V srpnu 1990 přijal Kongres Spojených států amerických po Ryanovi pojmenovaný zákon, který umožnil zřízení největší organizace na podporu lidí trpících HIV a nemocí AIDS ve Spojených státech. Ryanovo jméno dnes nese i několik organizací, které v této oblasti působí.